# 김수아 (1987년)
김수아(1987년 2월 20일 ~ )는 대한민국의 배우이다. 원래는 "김여진"이였으나, 최근 들어 "'김수아"로 개명했다.

## 학력
- 단국대학교 문화예술대학원 석사
- 단국대학교 뮤지컬학과 학사

## 출연 작품

### 드라마
| 연도   | 방송사 | 제목                         | 역할        | 비고     |
| ------ | ------ | ---------------------------- | ----------- | -------- |
| 2024년 | KBS2   | 페이스미                     | 박미순      | 특별출연 |
| 2024년 | KBS1   | 수지맞은 우리                | 연지 役     | 조연     |
| 2023년 | JTBC   | 신성한, 이혼                 | 라디오DJ 役 | 단역     |
| 2021년 | SBS    | 아모르 파티 - 사랑하라, 지금 | 장준희 役   | 조연     |
| 2020년 | tvN    | 악의 꽃                      | 최검사 役   | 특별출연 |
| 2019년 | KBS2   | 세상에서 제일 예쁜 내 딸     | 조민혜 役   | 조연     |
| 2017년 | MBC    | 아버님 제가 모실게요         | 홍작가 役   | 조연     |

### 영화
| 연도   | 제목               | 역할           |
| ------ | ------------------ | -------------- |
| 2023년 | 화사한 그녀        | 쇼호스트       |
| 2020년 | 구라, 베토벤       | 아나운서 役    |
| 2019년 | 퍼펙트맨           | 여종업원 役    |
| 2016년 | 고산자, 대동여지도 | 카톨릭 신자 役 |

### 뮤지컬
| 연도   | 제목              | 역할        | 비고                                      |
| ------ | ----------------- | ----------- | ----------------------------------------- |
| 2020년 | 이팝나무 아래에서 | 윤영애 役   |                                           |
| 2020년 | 빨래              | 나영 役     | 경주예술의전당 대공연장 (화랑홀)          |
| 2019년 | 리틀 잭           | 줄리 役     | 대학로 티오엠                             |
| 2019년 | 잭 더 리퍼        | 글로리아 役 | 서울 올림픽 공원 우리금융아트홀           |
| 2018년 | 아이언 마스크     | 크리스틴 役 | 광림아트센터 BBCH홀                       |
| 2018년 | 빨래              | 나영 役     | 동양예술극장 1관 (구.아트센터K 네모극장)  |
| 2017년 | 스모크            | 홍 役       | 유니플렉스                                |
| 2016년 | 고래고래          | 혜경 役     |                                           |
| 2015년 | 하루              |             | 일본 도교                                 |
| 2015년 | 로빈 훗           | 조이 役     | 성남아트센터 오페라하우스, 디큐브아트센터 |
| 2015년 | 조로              | 루이사 役   | 성남아트센터 오페라하우스                 |
| 2014년 | 조로              | 루이사 役   | 충무아트센터 대극장                       |
| 2014년 | 삼총사            | 콘스탄스 役 | 세종문화회관 대극장                       |
| 2013년 | 잭 더 리퍼 (부산) | 글로리아 役 | 부산시민회관 대극장                       |
| 2013년 | 삼총사            | 콘스탄스 役 | 성남아트센터 오페라하우스                 |
| 2013년 | 빨래              | 나영 役     | 아트원씨어터                              |
| 2013년 | 잭 더 리퍼        | 글로리아 役 | 디큐브아트센터, 성남아트센터 오페라하우스 |
| 2008년 | 지킬 앤 하이드    |             | LG 아트센터                               |

### 연극
| 연도   | 제목          | 역할      |
| ------ | ------------- | --------- |
| 2020년 | 외톨이들      | 이기쁨 役 |
| 2019년 | 헤비메탈 걸스 | 박부진 役 |
| 2016년 | 헤비메탈 걸스 | 박부진 役 |
| 2010년 | 옥탑방 고양이 | 남정은 役 |